# Shantel
Stefan Hantel, conegut com a Shantel, és un productor i músic alemany nascut a Mannheim 2 de març de 1968. Descendent de refugiats alemanys provinents de la Bucovina, és conegut per les seves aproximacions electròniques a la música popular dels Balcans.

## Biografia
Va fer els seus primers passos com a DJ a París, on s'havia traslladat el 1991 per a estudiar disseny gràfic. En tornar a Alemanya el 1994, va fundar l'empresa discogràfica Essay Recordings i una discoteca de música electrònica. El 1998, el seu soci Daniel Haaksmann es va traslladar a Berlín, raó per la qual la companyia de discos va tancar temporalment. El 2001, va viatjar a Txernivtsi, la ciutat natal dels seus avis, i des d'aquest moment es va començar a interessar per la música dels Balcans. El 2002, va publicar la compilació Bucovina Club amb remixes electrònics de bandes balcàniques conegudes. El 2003, va reactivar el seu segell discogràfic i va contractar a diverses bandes dels Balcans. El 2005, va publicar la segona part de la seva compilació, Bucovina Club 2. Alguns dels temes van ser utilitzats en pel·lícules com Borat. El 2007, va publicar al seu primer disc solista, Disko Partizani, obtenint força èxit comercial a Àustria, on va arribar al lloc 17 dels rànquings de venda, Alemanya i Polònia. També guanyà popularitat a Turquia, ja que rodà un videoclip a Istanbul. Aquell any també compongué la banda sonorà de la pel·lícula Auf der anderen Seite, de Fatih Akin. L'agost de 2009 publicà el seu àlbum Planet Paprika.

## Discografia
- Club Guerilla (1995)
- Auto Jumps & Remixes (1997)
- Higher than the Funk (1998)
- Great Delay (2001)
- Bucovina Club (2003)
- Bucovina Club Vol. 2 (2005)
- Disko Partizani (2007)
- Auf der anderen Seite, BSO, (2007)
- Planet Paprika (2009)